# Nataly Attiya
Pour les articles homonymes, voir Attiya.
Nataly Attiya, née en 1975 à Tel Aviv, est une actrice israélienne.

## Filmographie
- 1995 : B'Shivim Ushtayim Lo Hayta Milhama : Ruthi
- 1998 : Ha-Tzel, Shel Hachiuch Shelchah : Yareach (Moon)
- 1998 : Yom Yom : Grisha
- 1998 : Joice (court métrage)
- 1999 : Zinzana (série télévisée) : Angel
- 1999 : Egoz (téléfilm) : Lily
- 2005 : Days of Love : Zipi
- 2006 : Shnaim (série télévisée) : elle-même
- 2006 : Ha-Show (série télévisée) : elle-même
- 2006 : Hachaverim Shel Naor (série télévisée) : Nataly Attiya
- 2010 : Kavod (Honor) : Gabi
- 2010 : Sharon Amrani: Remember His Name (documentaire) : Ronit
- 2011 : Lipstikka : Inam
- 2014-2015 : Neighborhood (série télévisée) : Maggie Biton
- 2015 : HaAh HaGadol VIP (série télévisée) : elle-même
- 2016 : Amor